# Albert Nordengen

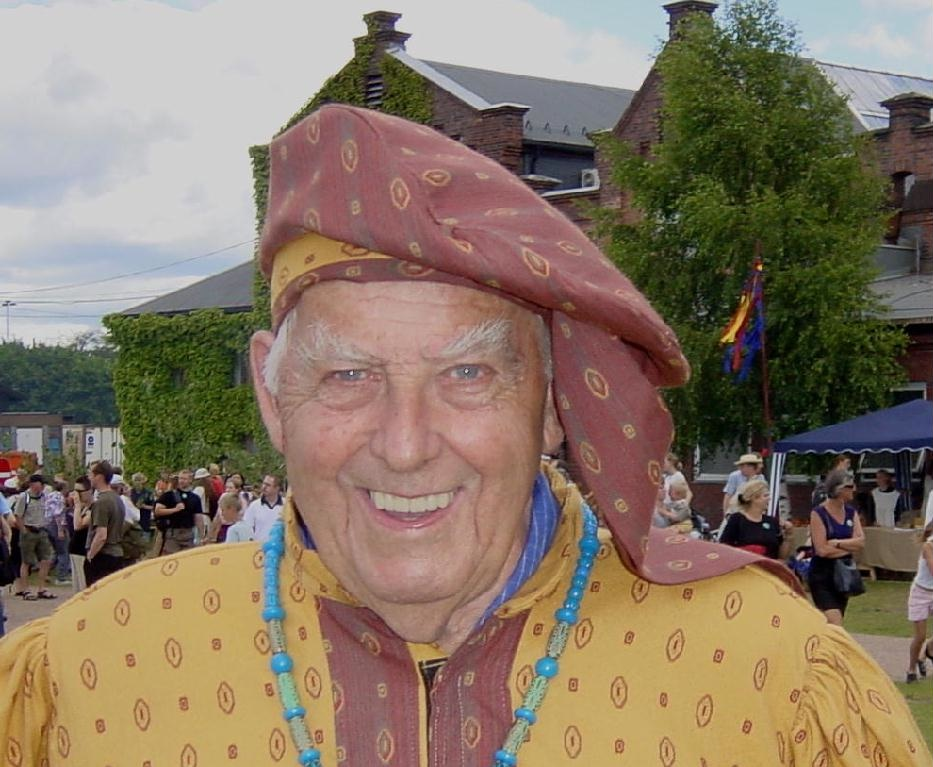
Albert Nordengen, 2003, als erster Vorsitzender des Osloer Mittelalterfestivals

Albert Nordengen (* 2. Mai 1923 in Våler; † 18. Dezember 2004 in Oslo) war ein norwegischer Politiker und Bürgermeister der norwegischen Hauptstadt Oslo von 1976 bis 1990.
Nordengen startete seine politische Karriere 1952 in Oslos Stadtrat. Dort war er bis 1991 aktiv. 1954 war er Vorsitzender des Landesverbands der Jugendorganisation der Høyre-Partei, 1954 bis 1961 Stellvertreter im Storting und von 1967 bis 1976 Fraktionsvorsitzender der Høyre in Oslos Stadtrat. Ab 1972 war er Kommunalrat für Bildung und Kultur und schließlich Bürgermeister von 1976 bis 1990.
Nordengen wurde mit der St. Hallvard-Medaille, der höchsten Auszeichnung der Stadt Oslo, und mit dem Ehrenpreis „Bypatrioten“ (Stadtpatriot) ausgezeichnet. Im Ortsteil Tøyen erinnert seit 2002 eine von der Künstlerin Nina Sundbye gestaltete Bronzebüste an den Politiker. 2012 wurde im Hafenquartier Tjuvholmen der Albert Nordengens plass nach ihm benannt, auch hier wurde eine Bronzebüste von Sundbye aufgestellt.